# Vivian Dettbarn-Slaughter
Vivian Robles Dettbarn-Slaughter (* 3. November 1955 in Santa Barbara/Kalifornien) ist eine US-amerikanische Sängerin, Pianistin, Komponistin und Musikpädagogin.
Dettbarn-Slaughter hatte an der Music Academy of the West Gesangsunterricht bei Natalie Bodanya, Klavierunterricht bei Peter Yazbeck und Mildred Couper und Cembalounterricht bei John Gillespie. Sie nahm außerdem Gesangsunterricht bei Beverly Hay, Sharon Papian, Birgit Nilsson, John Wustman, Martial Singher, Grant Wenaus, Christine Schadeburg und Robert Behan. Sie erhielt den Bachelorgrad in Fach Klavier an der University of California Santa Barbara, den Mastergrad im Fach Musikerziehung an der Appalachian State University und den Doktorgrad im Fach Kirchenmusik an der Graduate Theological Foundation in South Bend, Indiana. Es schloss sich ein Postgraduiertenstudium in Gesang und Musikgeschichte an der University of Memphis an.
Sie leitete das Musikdepartment des Adrian College, unterrichtete an der Appalachian State University, der Memphis State University und beim Cannon Music Camp und ist seit 2007 Musikdozent an der University of Findlay. Sie wirkte als Musikdirektorin bei den Adrian Dominican Sisters in Michigan, als Organistin und Direktorin für Jugendmusik an der First Presbyterian Church in Adrian und verschiedenen anderen Kirchen in Kalifornien, Tennessee und North Carolina. Als Pianistin trat Dettbarn-Slaughter in den USA, Kanada und Europa auf, als Sängerin wirkte sie an Opernaufführungen mit und gab Konzertabende mit Orchestern und als Liedsängerin. Ihre Chorwerke wurden bei Alliance Publications, Inc. veröffentlicht. Ihr Sohn ist der Flötist Ryan Dettbarn.